# نوجين (مقاطعة فراشبند)
نوجين (بالفارسية: نوجین) هي منطقة سكنية تقع في إيران في البلدة المركزية. يقدر عدد سكانها بـ 3,356 نسمة .